# Esperantohuis Arnhem
Het Arnhems Esperantohuis (Esperanto: Esperanto-Domo) was van 1931 tot 1944 een instituutgebouw voor de taal Esperanto. Het stond iets ten oosten van het huidige station Presikhaaf, op de plek waar zich nu de Heemtuin bevindt. Het werd tijdens de slag om Arnhem gebombardeerd en na de oorlog afgebroken. Het huis was verbonden met het Internationaal Esperanto-Instituut.
In 1930 gaf András Cseh een Esperantocursus in Arnhem waardoor burgemeester S.J.R. de Monchy erg geboeid werd en besloot esperantist te worden. Zo liet Monchy aan de rand van de stad het Arnhems Esperantohuis bouwen. In het voorjaar van 1931 werd het gebouw door hem geopend met een toespraak in het Esperanto en een loterij waarin waarbij zes moderne automobielen de hoofdprijzen waren.
De gemeente Arnhem nam de zorg voor het park en de buitenkant van het gebouw op zich, het instituut hoefde geen huur te betalen en moest zelf zorgen voor het interieur. Er werden kamers verhuurd aan mensen die overal ter wereld vandaan kwamen om onderwezen te worden door Cseh. Met dit geld kon het interieur weer worden betaald. Cseh gaf populaire cursussen voor toekomstige cursusleiders die met zijn lesmethode de wereld in wilden trekken.
Het gebouw had een eigen salon, restaurant, terras, een groot cursuslokaal voor een paar honderd mensen en veel hotelkamers. András Cseh had er zelf ook een kamertje en verbleef er iedere zomer, behalve in de oorlog.